# 法靈頓 (堪薩斯州)
法靈頓（英語：Farlington）為美國堪薩斯州克勞福德縣的一座非建制地區，坐落在K-7道路附近。此社區位於吉拉德北方，兩地相距13（8.1英里）。此社區境內設有郵政局，郵區編號為66734。

## 歷史
此社區首座郵政局於1870年7月14日開設。
此社區在1869年時因聖路易斯-舊金山鐵路線延伸至此社區而在此鐵路上設立了一座裝運點。